# Universitatea Gent
Universitatea Gent (în neerlandeză Universiteit Gent, abreviată UGent) este o universitate publică de cercetare situată în Gent, Belgia. A fost înființată în 1817 de regele William I al Țărilor de Jos. După Revoluția Belgiană din 1830, statul belgian nou format a început să administreze universitatea. În 1930, universitatea a devenit prima universitate vorbitoare de olandeză din Belgia, în timp ce franceza fusese anterior limba academică standard în ceea ce era Université de Gand. În 1991, i s-a acordat o autonomie majoră și și-a schimbat numele în consecință de la Universitatea de Stat din Gent (olandeză: Rijksuniversiteit Gent, abreviat ca RUG) la denumirea actuală.
Universitatea Ghent este una dintre cele mai mari universități flamande, formată din 44.000 de studenți și 9.000 de angajați. Universitatea sprijină, de asemenea, Biblioteca Universitară și Spitalul Universitar, care este unul dintre cele mai mari spitale din Belgia. Este unul dintre cei mai mari beneficiari ai finanțării din partea Fundației pentru Cercetare - Flandra (FWO). Universitatea Ghent se înscrie în mod constant printre primele 100 de universități din lume